# 슈바르츠부르크루돌슈타트

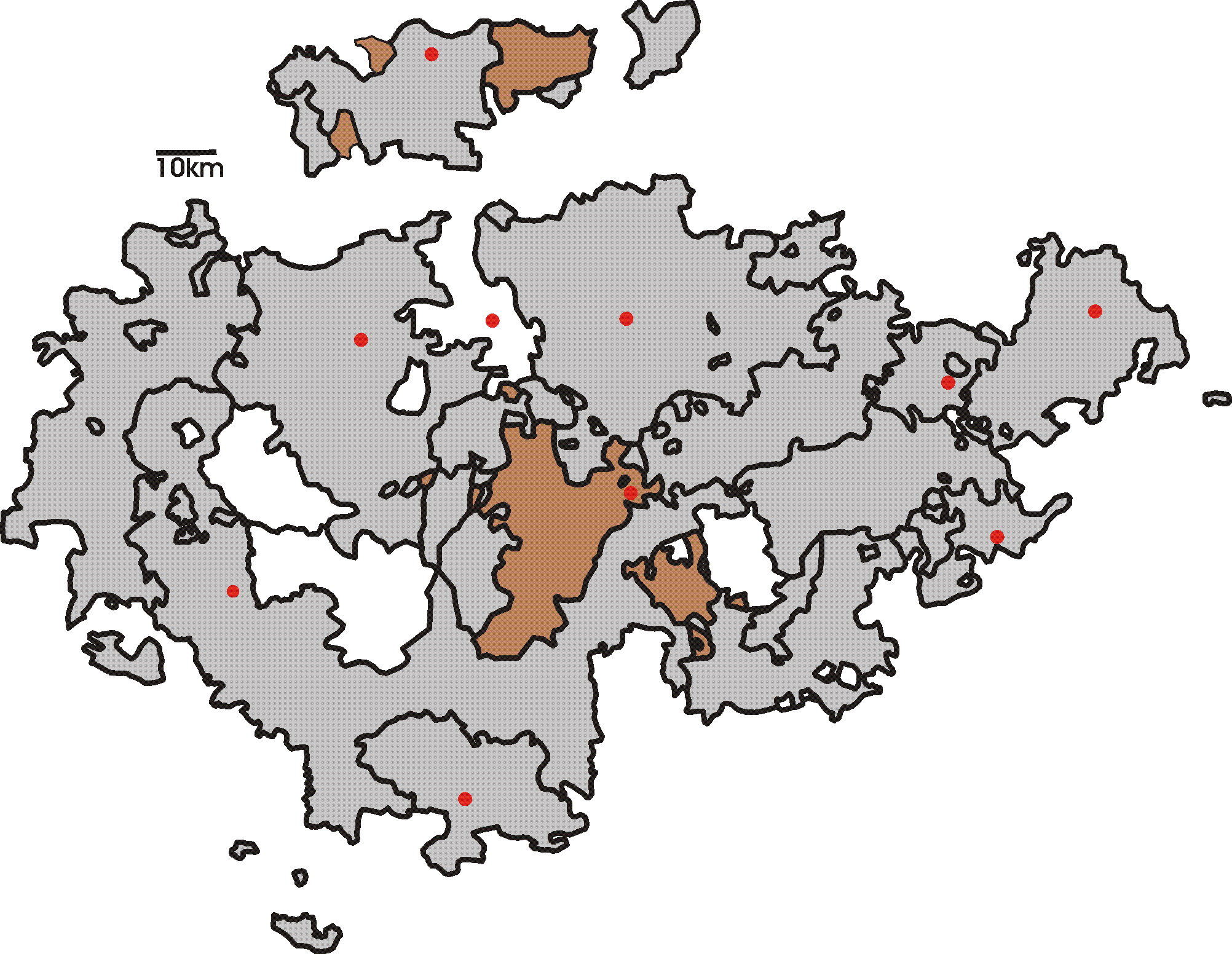
튀링겐 주에 표시된 슈바르츠부르크루돌슈타트(연한 갈색)의 위치

슈바르츠부르크루돌슈타트(독일어: Schwarzburg-Rudolstadt)은 1599년부터 1918년까지 독일 튀링겐주에 있던 영방이자 공국으로 수도는 루돌슈타트이며 면적은 940km2(1905년 당시 기준), 인구는 97,000명(1905년 당시 기준)이다.

국기
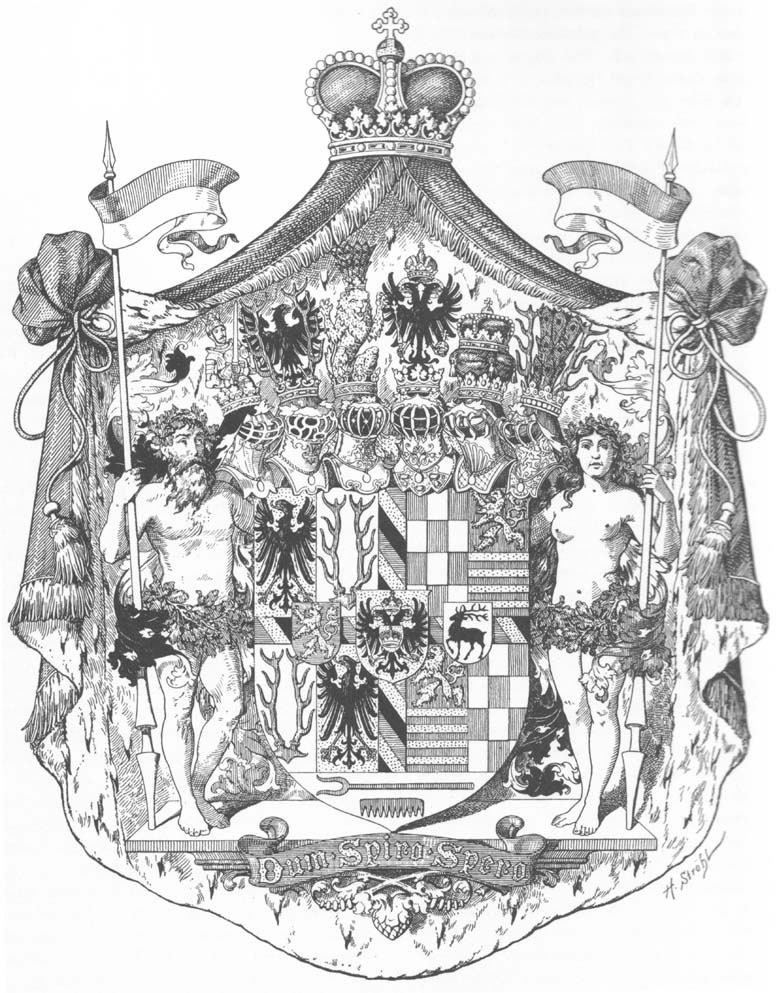
국장

## 역사
신성 로마 제국 시대였던 1599년 슈바르츠부르크 백작령에서 분리되어 신설되었다. 1711년 후작국으로 승격되었으며 1806년에는 라인 연방, 1815년에는 독일 연방, 1867년에는 북독일 연방, 1871년에는 독일 제국에 가입했다. 바이마르 공화국 시대였던 1920년 튀링겐주에 합병되면서 소멸되었다.